# Mezihoří (okres Klatovy)
Obec Mezihoří (německy Meshorsch) se nachází v okrese Klatovy, kraj Plzeňský. Žije zde 66 obyvatel.

## Historie
První písemná zmínka o obci pochází z roku 1548.

## Pamětihodnosti
- Severovýchodně od obce se nachází vrchol Tuhošť – rezervace a archeologické naleziště s pozůstatky halštatského hradiště, které bylo v 9. a 10. století osídleno Slovany.
- Kaple

## Galerie

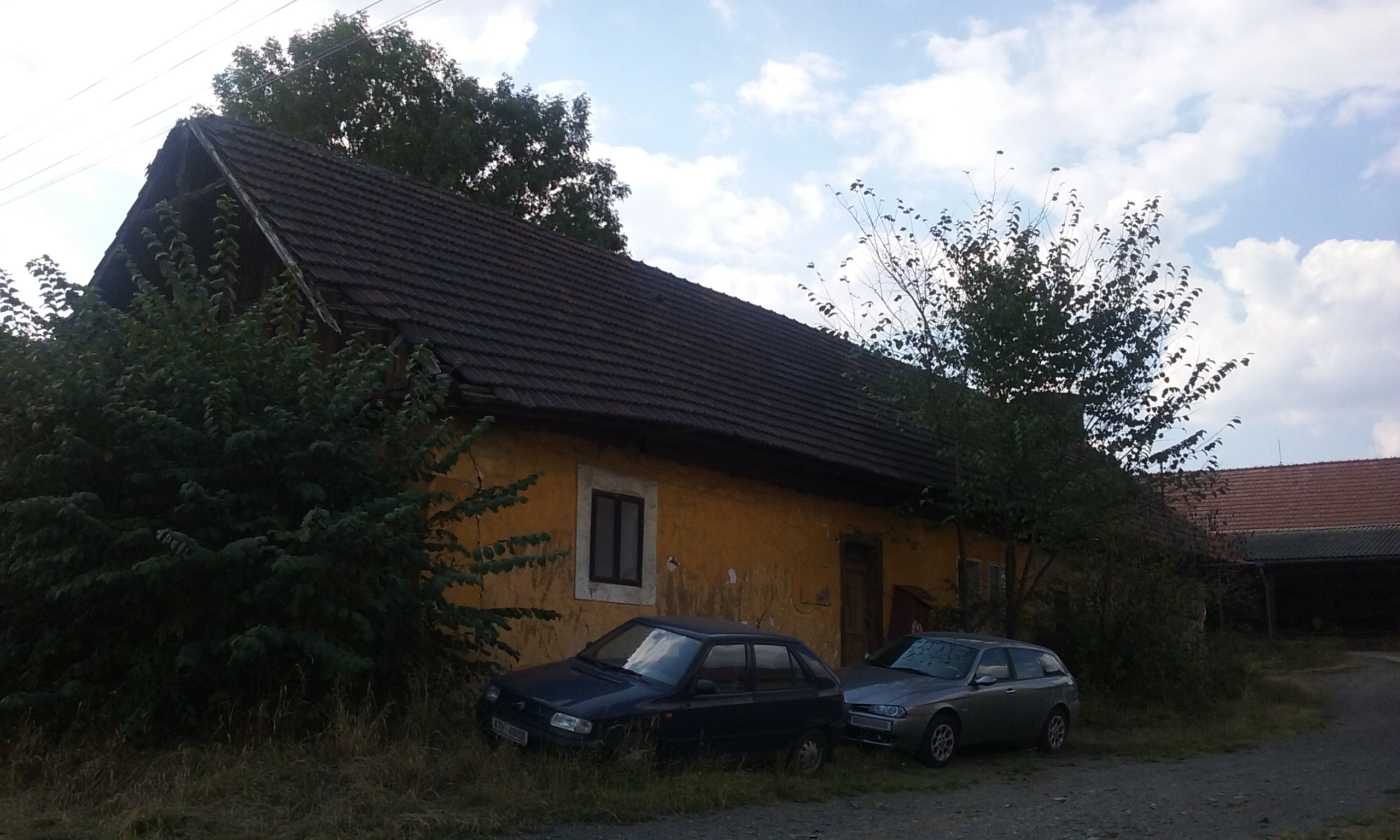
Chalupa
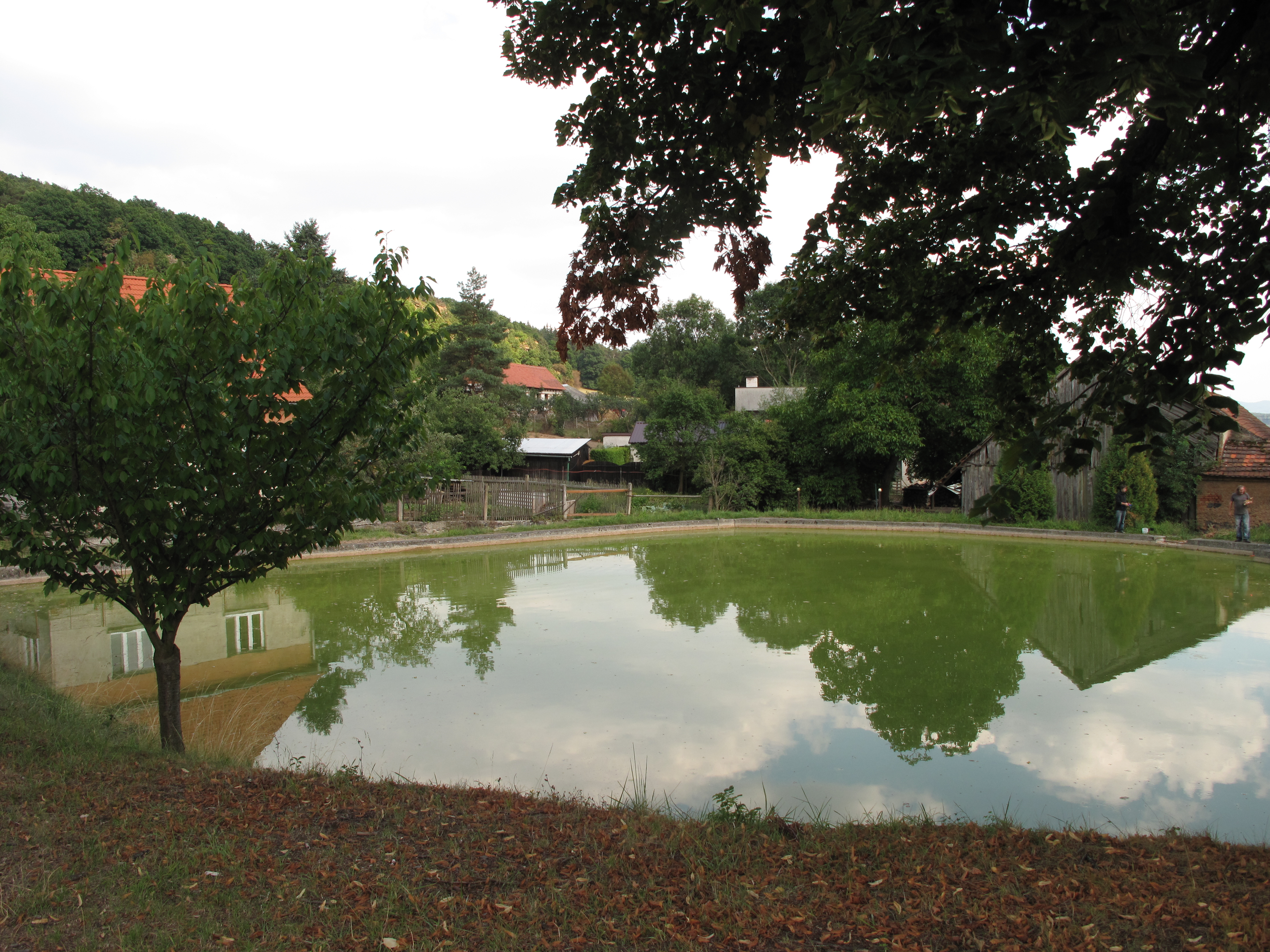
Rybník
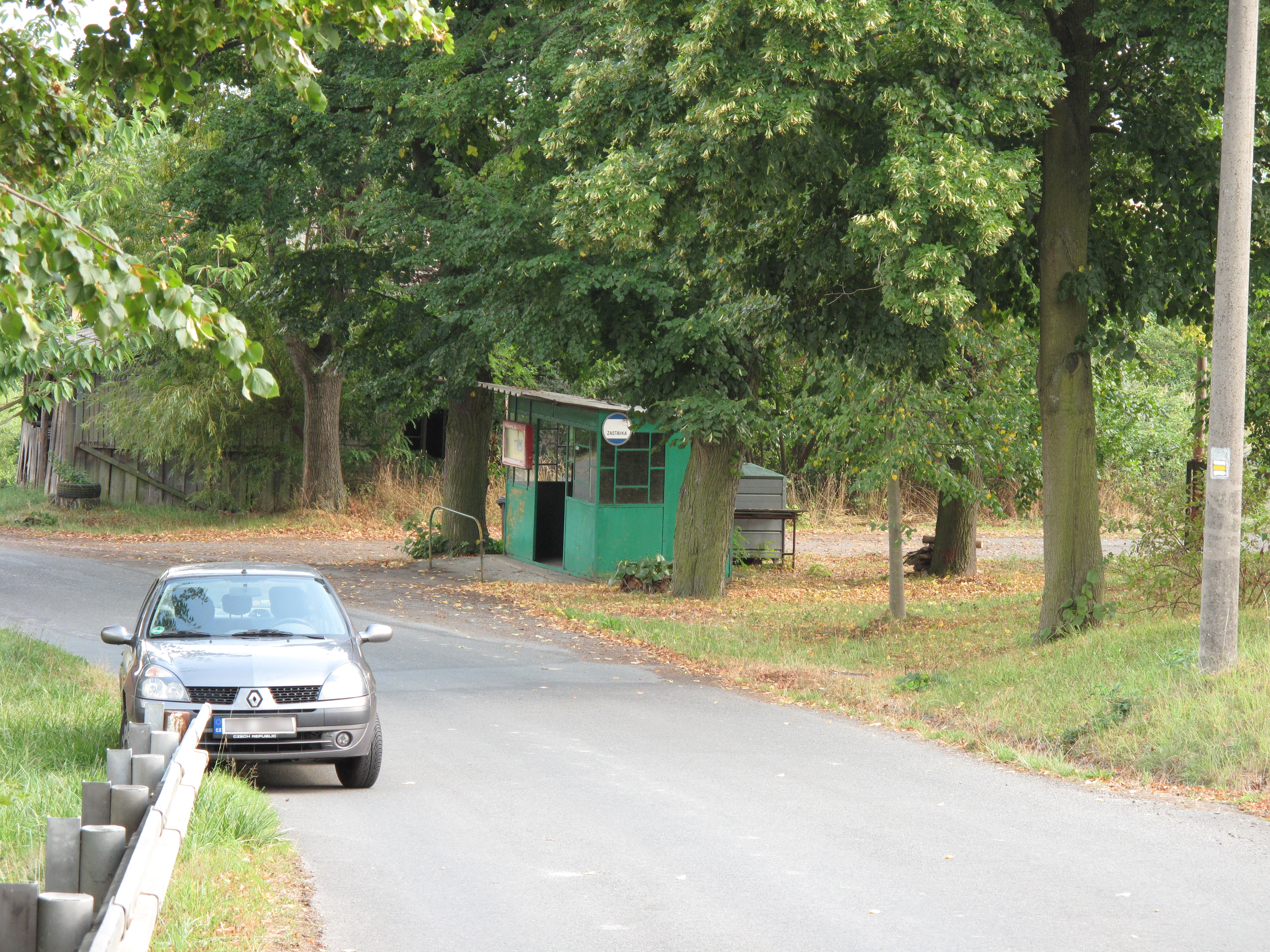
Zastávka
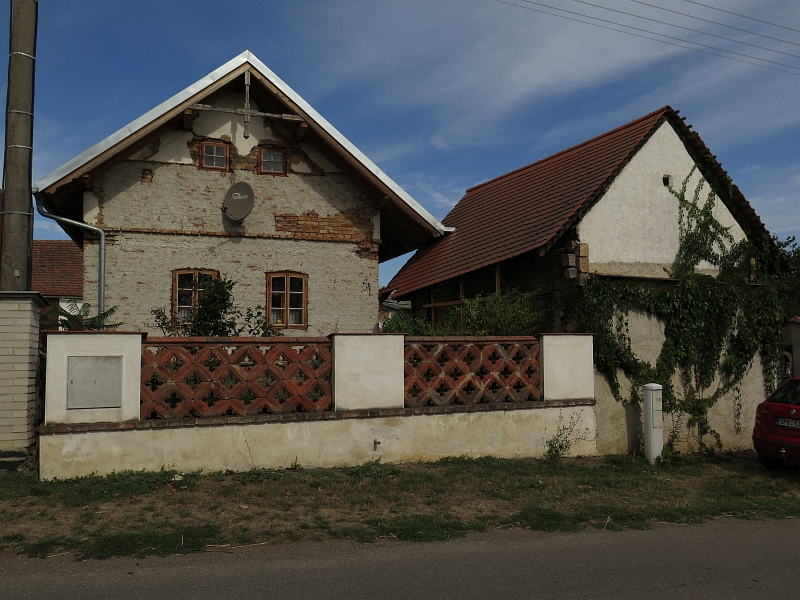
Usedlost čp. 18